# Teknikåret 1980

## Händelser

### Januari
- Januari - Thomson-CSF Video Disc, utvecklat i Frankrike, släpps. [1]
- 5 januari - Hewlett-Packard kommer med sin första persondator

### Juni
- Juni
  - Commodore släpper sin första riktiga hemdator i Japan: VIC-1001.
  - Sony lanserar den portabla kassettbandspelaren Walkman i USA. [2]

### December
- December - Vid slutet av året är Disco Vision tillgängligt över hela USA. [3]

### Okänt datum
- Seagate Technology skapar den första hårddisken för mikrodatorer, ST506 [4].

## Avlidna
- 16 februari - Hellmuth Walter, 80, tysk pionjär inom raketteknik
- 20 december - Anders Rasmuson, 57, svensk kemiingenjör, rektor för KTH